# Apiocera intonsa
Apiocera intonsa är en tvåvingeart som beskrevs av Mont A. Cazier 1941. Apiocera intonsa ingår i släktet Apiocera och familjen Apioceridae.
Artens utbredningsområde är Kalifornien. Inga underarter finns listade i Catalogue of Life.